# Gmina Hoče-Slivnica
Hoče-Slivnica – gmina w Słowenii. W 2002 roku liczyła 9629 mieszkańców.

## Miejscowości
Miejscowości wchodzące w skład gminy Hoče-Slivnica:

- Bohova
- Čreta
- Hočko Pohorje
- Hotinja vas
- Orehova vas
- Pivola
- Polana
- Radizel
- Rogoza
- Slivnica pri Mariboru
- Slivniško Pohorje
- Spodnje Hoče – siedziba gminy
- Zgornje Hoče